# Dimitrie Brătianu
Dimitrie Brătianu (1818 — 1892) foi um político romeno que ocupou o cargo de primeiro-ministro de seu país por um breve período entre 22 de abril e 21 de junho de 1881.
Seu irmão mais novo, Ion Brătianu, foi um dos políticos mais importantes do seu país no final do século XIX. Seus filhos Ionel e Vintilă também ocuparam o cargo de primeiro-ministro posteriormente.